# Fissidens cryptoneuron
Fissidens cryptoneuron är en bladmossart som beskrevs av Potier de la Varde 1933. Fissidens cryptoneuron ingår i släktet fickmossor, och familjen Fissidentaceae. Inga underarter finns listade i Catalogue of Life.